# Podmorje otoka Grgur i Goli
Podmorje otoka Grgur i Goli este o arie protejată (sit de importanță comunitară — SCI) din Croația întinsă pe o suprafață de 964,09 ha, integral marine.

## Localizare
Centrul sitului Podmorje otoka Grgur i Goli este situat la coordonatele 44°51′12″N 14°47′34″E / 44.853398°N 14.792714°E.

## Înființare
Situl Podmorje otoka Grgur i Goli a fost declarat sit de importanță comunitară în iulie 2013 pentru a proteja un număr necunoscut de specii din flora spontană și fauna sălbatică aflate în arealul zonei.

## Biodiversitate
Situată în ecoregiunea marină mediteraneană, aria protejată conține 3 habitate naturale: Recifuri, Bancuri de nisip acoperite în permanență slab de apă marină, Peșteri marine scufundate complet sau parțial.
La baza desemnării sitului se află un număr nedeclarat de specii protejate.